# Ema Saikō
Ema Saikō (江馬 細香; Ōgaki, 1787 – Ōgaki, 1861) è stata una poetessa, pittrice e calligrafa giapponese.

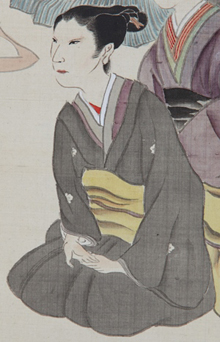
Particolare di Ema Saikō, Ritratto di gruppo dei membri del Hakuō Sha, originale di Izuhara Maseki; copia di Kodama Sekihō.

Conosciuta come una delle prime donne bunjin attive nella seconda metà del XVIII secolo, fu allieva prima del monaco Gyokurin, poi del poeta e filosofo confuciano Rai San'yō, e guadagnò il rispetto e il riconoscimento degli artisti a lei contemporanei grazie ai componimenti poetici e ai dipinti ad inchiostro.

## Biografia

### Primi anni

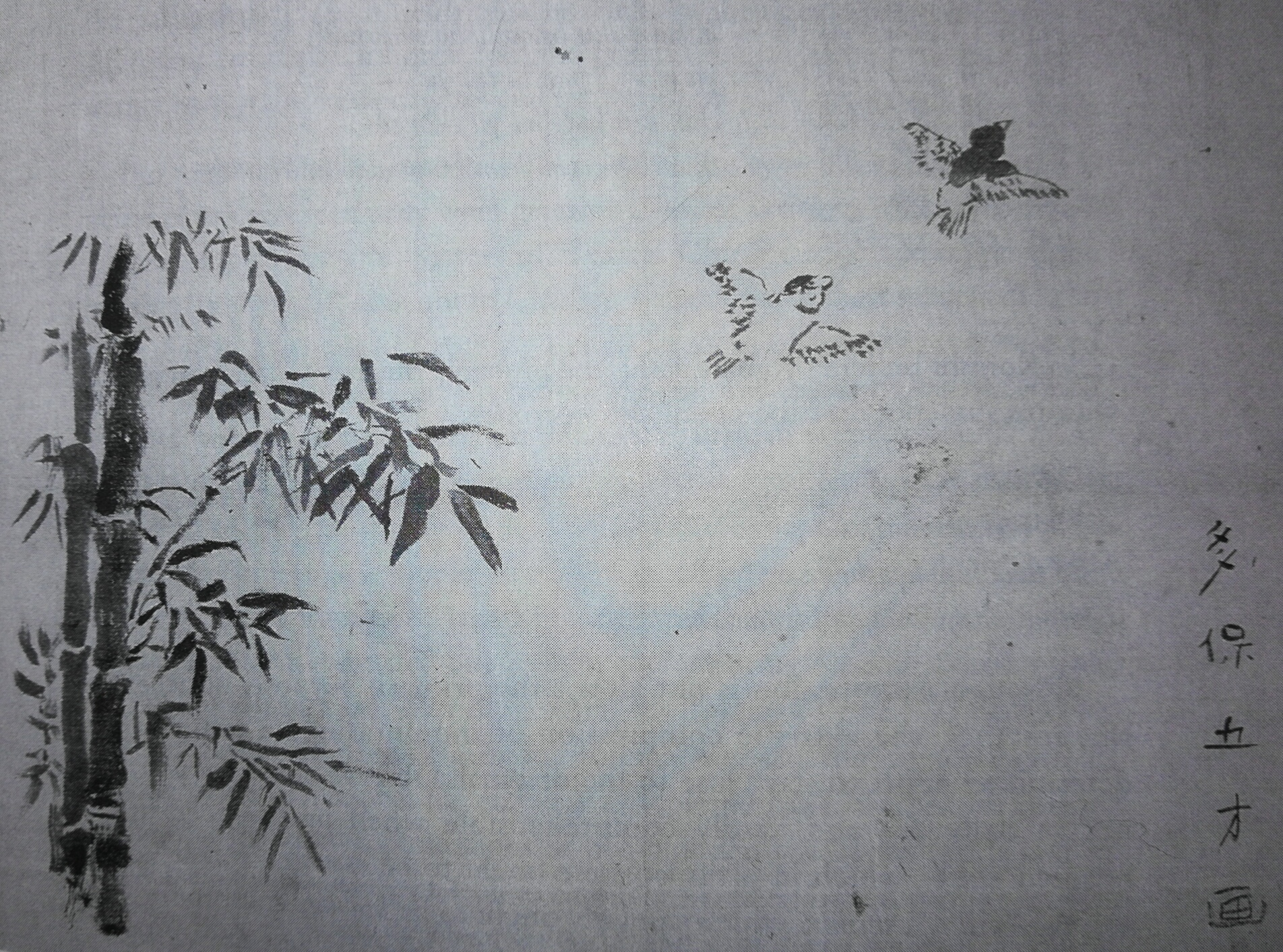
Bambù e passeri. Ema Saikō all'età di 5 anni. Inchiostro su carta, 28x39cm, Ema Shōjirō Collection.

Ema Saikō nacque nel 1787 a Ōgaki, nella provincia di Mino (l’odierna prefettura di Gifu) dove visse per tutta la sua vita con il padre e la sorella minore. A soli tre anni perse sia la madre che il fratello maggiore. Il padre, Ema Ransai, studioso di confucianesimo e Rangaku, fortemente legato alla figlia, le insegnò la letteratura cinese e le tecniche di base della calligrafia e della pittura, incoraggiandola fin da bambina a sviluppare i suoi talenti in campo letterario e artistico. Alcuni esempi sono Bambù e passeri, dipinto a 5 anni, e diversi esercizi calligrafici composti all’età di 9 anni. 
Nel 1800 divenne allieva dal monaco Gyokurin del tempio Eikan-dō di Kyōto, specializzato nella pittura del bambù, che divenne il soggetto preferito di Saikō. I suoi studi si svolgevano per corrispondenza, con un sistema per cui il maestro le inviava i modelli da copiare, e lei rispondeva con i suoi lavori pratici. Fu conosciuta in vita soprattutto per le raffigurazioni del bambù.
Ransai, privo di eredi maschi, quando Ema compì diciotto anni cercò di farle sposare un giovane di nome Shōsai, che lei però rifiutò perché desiderava concentrarsi sugli studi di pittura. 

### Affermazione
Nel 1813 Saikō incontrò Rai San’yō, che divenne suo maestro di poesia. Alcuni degli esercizi avvenuti per corrispondenza sono preservati nella collezione della famiglia Ema. L’anno successivo San’yō chiese a Ransai il permesso di sposare Saikō, ma questi rifiutò per ragioni sconosciute. Si crede che Saikō non fosse presente al momento della richiesta, e che Ransai fosse all'oscuro dei sentimenti della figlia nei confronti del maestro, il quale dopo essere stato respinto sposò un'altra donna di nome Rie. Saikō rimase nubile per tutta la sua vita e si dedicò allo studio e al perfezionamento delle sue arti. 
Nonostante la vicenda del mancato matrimonio, il rapporto tra Saikō e San'yō rimase intatto e dal 1814, in aggiunta allo studio delle poesie, fra i due iniziò anche uno scambio per corrispondenza di libri-modello, pieni di caratteri da copiare, per affinare la tecnica calligrafica della pittrice. 
A partire dallo stesso anno Saikō cominciò a viaggiare a Kyōto, dove soggiornò per almeno due settimane ogni due o tre anni. Il suo scopo era quello di visitare i luoghi celebri della città e di studiare con il maestro. A Kyōto, Saikō accompagnò San’yō in molti dei suoi viaggi e dal diario di Baishi, madre di San’yō, si può constatare quanto fosse benvoluta dalla famiglia del maestro. San’yō inoltre promosse ad ogni occasione il talento dell'allieva, e la introdusse a molti artisti e poeti di Kyōto, tra cui Uragami Shunkin, Chikutō Nakabayashi, Ōkura Ryūzan e sua moglie Yoshida Shūran, anch’essa allieva di San’yō.
Egli si assicurò che Saikō fosse inclusa in tutte le riunioni bunjin che si tenevano mentre era in visita. La pittrice partecipò a molte escursioni di gruppo assieme ad altri artisti e poeti visitando luoghi in tutta Kyōto e Nara, come Arashiyama e Yoshino. Durante la prima visita a Kyōto collaborò con Shunkin e suo padre Gyokudō nella realizzazione di un dipinto, e contribuì alla compilazione di un album redatto per il settantesimo compleanno di Gyokudō. Una sua raffigurazione di bambù realizzata su un pezzo di legno è stata inclusa nel 1814 Meika gafu. L’amicizia e la stima reciproca tra Saikō e i colleghi era visibile anche negli oggetti che portava con sé, come ad esempio un borsellino con iscritte poesie di San’yō e Shunkin, e poesie a lei dedicate da Unge e da San’yō.
Intorno al 1817, sollecitata da San’yō, divenne allieva di Uragami Shunkin. Allo stesso modo degli altri maestri, lo studio delle tecniche pittoriche avveniva tramite corrispondenza. Con Shunkin continuò a concentrarsi sulla raffigurazione del bambù, ma ampliò il suo repertorio a uccelli e fiori, dedicandosi specialmente al crisantemo, altro suo "gentiluomo" preferito.
La morte di Shōsai, nel 1820, costrinse Saikō a rimanere a Ōgaki. Nello stesso anno, Yanagawa Seigan istituì a Ōgaki la società di poesia di Hakuōsha, di cui Saikō fu una dei membri originari, divenendo così un’importante figura culturale per il suo paese d’origine. 
L'anno seguente alcune delle poesie di Saikō furono pubblicate in Mino fūga, una raccolta di versi dei bunjin che vivevano nell’area di Mino. San’yō cercò diverse volte di persuadere Saikō a permettere la pubblicazione di una raccolta di versi, ma lei rifiutò. Tuttavia, alcuni dei suoi lavori apparirono in raccolte poetiche, e Saikō divenne così famosa che i bunjin viaggiatori, sperando di incontrarla, fecero di Ōgaki una tappa speciale.

### Ultimi anni
Tra il 1831 e il 1832 il padre si ammalò, e morirono sia la sua matrigna che il suo maestro San'yō. Nonostante il duro colpo, Saikō continuò a produrre poesie e dipinti. Non smise di recarsi a Kyōto in visita alla famiglia di San’yō e altri bunjin, partecipando spesso a banchetti ed escursioni. Per proseguire gli studi si rivolse a Gotō Shōin, allievo di San’yō, a cui chiese di supervisionare le sue poesie. 
Nel decennio dal 1840 al 1850, Saikō divenne membro di due società di poesia locali, la Reikiginsha e la Kosaisha, figurando come esponente di punta. Era diventata una figura così nota che nel 1852 il suo nome fu elencato nell'Heian jinbutsu shi, nella sezione sulle persone celebri provenienti dalle altre province. Quattro anni dopo, all’età di 70 anni, ricevette la protezione della moglie del daimyō di Toda e fu addirittura invitata al castello di Ōgaki.
In quegli anni Saikō soffrì di un'emorragia cerebrale dalla quale non riuscì mai a ristabilirsi completamente, ma nonostante questo continuò sempre a dipingere. Cominciò la produzione di rari dipinti di paesaggi, sviluppati seguendo gli insegnamenti di Shunkin, ma impreziositi con tratti personali.
Morì nel 1861, all’età di 75 anni, e fu sepolta accanto al padre nel tempio di Zenkeiji a Ōgaki.
Saikō per tutta la sua vita godette di un'insolita autonomia. La libertà dalla maternità e dalle responsabilità domestiche coniugali le permisero di maturare pienamente le sue doti artistiche. In vita scrisse diverse poesie che riflettevano sul conflitto tra essere una “donna di talento” e avere una “famiglia di cui occuparsi”. Orgogliosa dei risultati artistici ottenuti dalle sue colleghe, collezionò e pubblicò dipinti e calligrafie di 20 artiste che aveva incontrato negli anni. Questo manoscritto è una rara testimonianza delle donne attive nei circoli artistici giapponesi nel XIX secolo.
Dieci anni dopo la sua morte, i suoi nipoti pubblicarono un'opera in due volumi comprendente 350 versi di Saikō, intitolata Shōmu ikō. Qualche anno dopo, 26 poesie furono incluse nel volume 40 del Tung-yang shih hsüan.

## Stile

### Poesia
La poesia di Saikō è definita kanshi, ovvero componimenti redatti in lingua cinese classica. A differenza delle forme di poesie giapponese come tanka o haiku, i kanshi possiedono più flessibilità in materia di soggetto, permettendo di descrivere qualsiasi cosa. Le composizioni di Saikō comprendono una vasta quantità di soggetti, fra cui la natura, l'amicizia e la famiglia, la storia e la letteratura, la pittura e i viaggi.
Tra i poeti giapponesi le forme di kanshi più popolari erano il gogon zekku formato da 4 versi con 5 caratteri ciascuno per un totale di 20 sillabe, e lo shichigon zekku composto da 4 versi con 7 sillabe ciascuno per un totale di 28 sillabe, il preferito da Saikō.

#### Genuinità e femminilità
La poesia di Saikō è lodata in quanto espressione individuale e autobiografica. La sua idea di poesia enfatizza gli ideali della "verità" e della "genuinità". La "vera poesia" è l'espressione più sincera del poeta, generata dalle sue personali esperienze e percezioni. Saikō fu sempre incoraggiata a scrivere in modo onesto e sincero dei propri sentimenti; la sua poesia contiene espressioni autoriflessive e regala uno sguardo accurato sull'ambiente in cui vive e sulle circostanze socio-culturali che hanno influenzato la sua vita. Nel 1829, scrive venti poesie, che ricevettero l'ammirazione di San'yō, nelle quali raccontava l'incontro con l'amico Kashiwabuchi Atei durante un viaggio a Ise.
A quel tempo l'immagine della donna rappresentata nella poesia corrispondeva a dei precisi canoni, definiti da una prospettiva maschile. La "genuinità" di Saikō non si confaceva molto all'ideale femminile consolidato nella tradizione letteraria, raffigurato da una donna giovane e bella, vittima di un amore non corrisposto, in balia di sentimenti di risentimento e solitudine. Se questo modello poteva avere delle affinità con quanto da lei vissuto in giovane età, con l'avanzare degli anni e la sua nuova concezione della poesia, provocò nella poetessa un conflitto, che le rese difficile l'imitazione delle modalità espressive più convenzionali.. 
In una lettera di San'yō del 1814 emerge questa ambivalenza tra rappresentazione letteraria della donna e il ritratto realistico da lei proposto. Il maestro le aveva richiesto di eseguire la calligrafia di una sua composizione in stile kōren, quintessenza femminile della donna idealizzata.

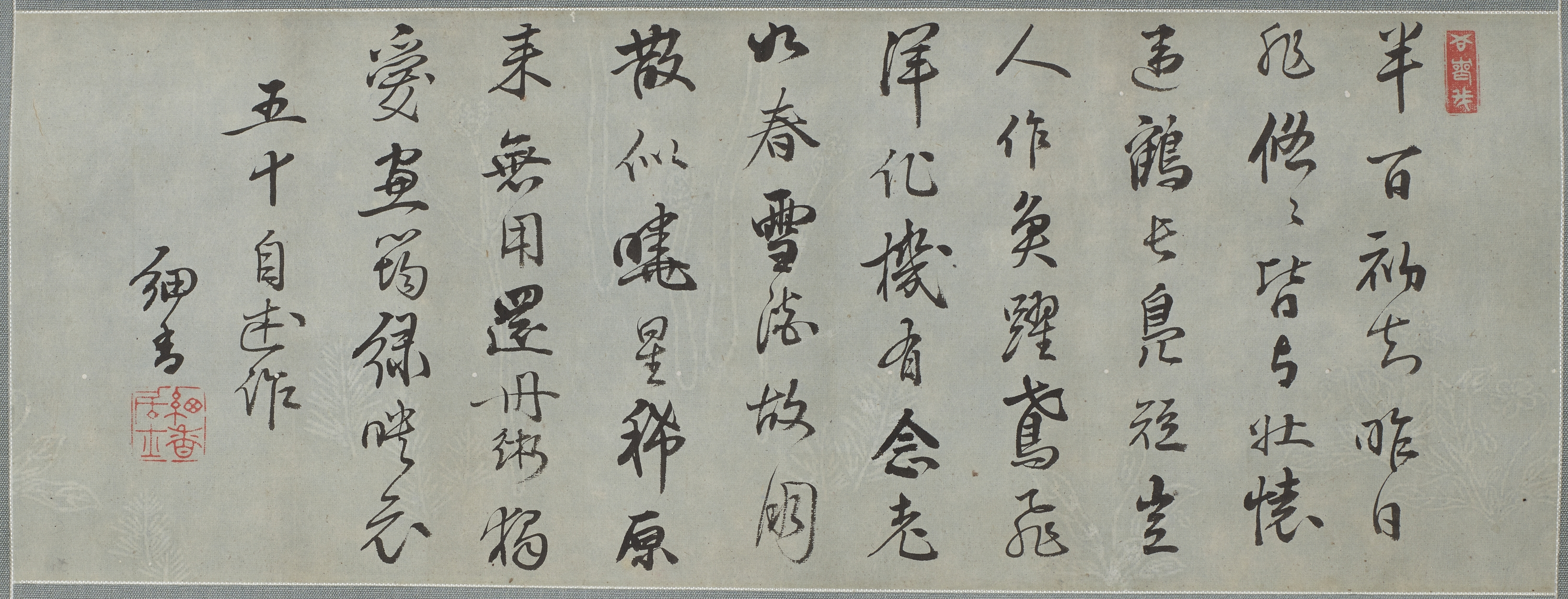
Ema Saikō, Saikō descrive i suoi 50 anni, 1836. Inchiostro su carta, 17.15 × 46.04 cm.

Gli insegnamenti di San'yō e il suo costante incoraggiamento furono molto importanti perché diedero alla poetessa la capacità di comporre versi in uno stile femminile usando un genere letterario appartenente alla sfera maschile. Saikō si esercitava copiando poesie scritte da donne studiandone le forme più convenzionali. Nel 1815 copiò il Mingyuan shigui compilato da Zhong Xing, una raccolta di 2700 poesie redatta da 400 donne in tarda epoca Ming.

Molte delle sue poesie composte tra i 20 e i 30 anni esprimono situazioni e sentimenti ritenuti peculiarità del genere femminile, come ad esempio in Un giorno d'inverno, in cui viene descritto lo scorrere del tempo attraverso la crescita dei nipoti e il progressivo avanzare del proprio invecchiamento fisico. La vecchiaia e la scomparsa della bellezza, spesso combinate alla perdita dell'amore di un uomo, sono temi ricorrenti nelle poesie femminili tradizionali. 

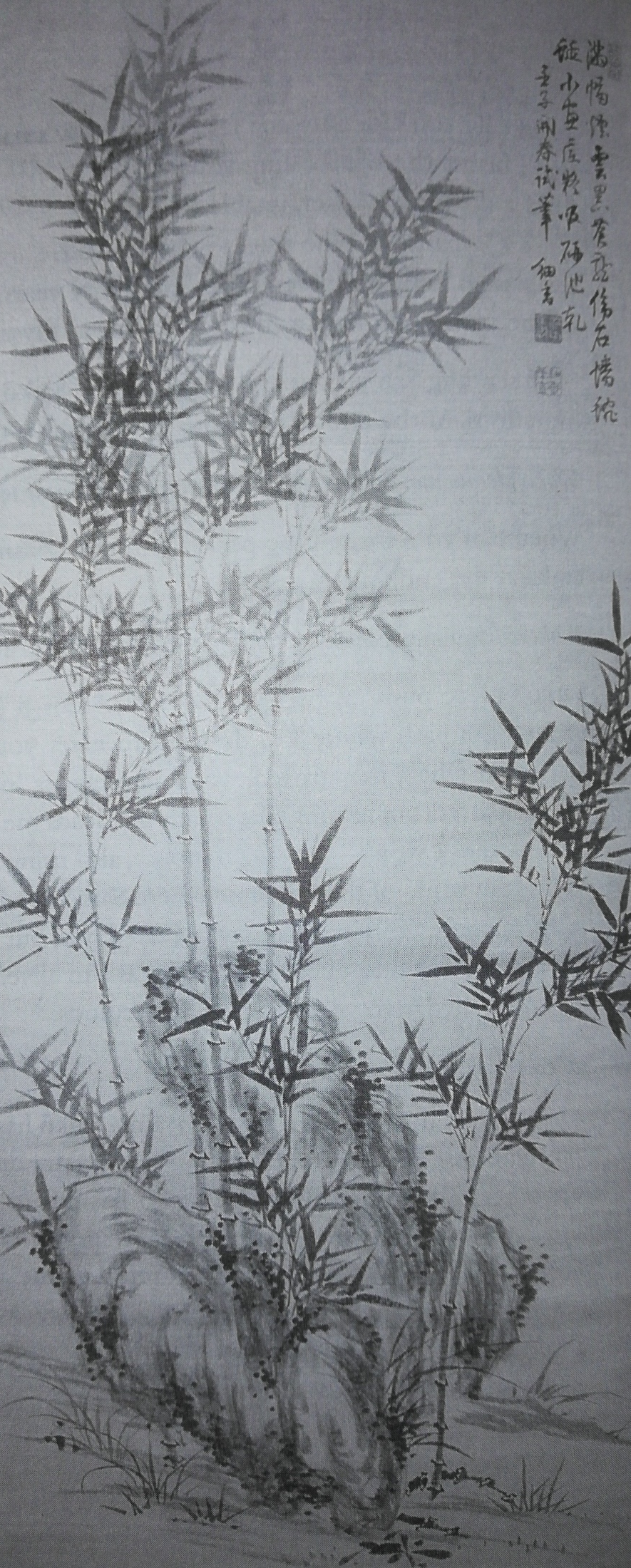
Bambù e rocce. Ema Saikō all'età di 65 anni. Inchiostro su seta, 132x58cm, Ema Shōjirō Collection.

Con il trascorrere del tempo, Saikō manifestò il bisogno di esprimere se stessa senza le limitazioni del "mondo delle donne", e di raggiungere la sua autentica espressione come poeta. Nella poesia Inviata a me stessa scritta nel 1822, si dissocia dal modello femminile tradizionale, illustrando la sua vita anticonvenzionale, senza marito, figli, o doveri domestici, ed esprimendo la gioia di una vita dedicata a poesia e pittura. Lo stesso fatto di invecchiare, che per la donna idealizzata veniva descritto come fonte di tristezza, per lei acquista il significato di una liberazione. Un'altra poesia autoriflessiva scritta all'età di 42 anni intitolata Descrivendo me stessa conferma il suo rifiuto del modello femminile che si riteneva dovesse incarnare in quanto donna.

### Dipinti
Saikō divenne famosa soprattutto per le raffigurazioni del bambù, suo oggetto di studio fin da bambina. Maturato con l'aiuto di maestri del calibro di Gyokurin e Uragami Shunkin, il suo stile cambiò drasticamente avvicinandosi ai modelli bunjin cinesi. Durante la sua carriera riuscì a padroneggiare diverse tecniche pittoriche.
Il dipinto di bambù realizzato a 65 anni è un esempio del suo stile maturo: canne alte e sottili da cui si diramano foglie affusolate e appuntite, affini alle opere caratteristiche di pittori Ming come Hsia Ch’ang. Le foglie, sebbene si sovrappongano, mantengono una struttura chiara. La variazione della tonalità dell’inchiostro, più scuro in primo piano, dà profondità al dipinto. La staticità dell’inchiostro è data dal raso che lo assorbe in modo più veloce rispetto alla carta. Nell’angolo superiore destro, la sua quartina paragona il bambù a draghi azzurri che emergono dalla nebbia.
Per quanto riguarda i paesaggi, nonostante l’influenza di Shunkin nella composizione del dipinto e nelle leggere pennellate, Saikō sviluppa uno stile più individuale. In un dipinto del 1856 costruisce la vista delle montagne disponendo gli elementi su piani diagonali che si muovono a zigzag verso l’alto. Il sentiero che comincia in basso a destra ci invita ad entrare nel paesaggio, e attraverso l’andamento in diagonale lo spettatore è guidato tra i boschi fino ad arrivare su un altopiano dove risiede un padiglione. A questo punto il percorso è oscurato dalla nebbia, ma l’immaginazione di chi osserva permette di scalare la montagna fino a raggiungere i picchi più alti. Gli elementi della natura sono rappresentati attraverso delicate chiazze grigie, mentre la montagna è definita da pennellate decise. Saikō evita i colori, usando solo l’inchiostro nero e applicando pennellate più marcate su strati ancora freschi.